# Workers Party of Britain
Die Workers Party of Britain (WPB; deutsch „Arbeiterpartei Britanniens“), auch Workers Party of Great Britain (WPGB) oder Workers Party GB genannt, ist eine linke, sozialistische Kleinpartei in Großbritannien. Die Partei wurde im Dezember 2019 von dem britischen Politiker George Galloway gegründet.

## Geschichte
Die Workers Party of Britain wurde als Reaktion auf die erdrutschartige Niederlage der Labour Party bei den Parlamentswahlen 2019 im Vereinigten Königreich und den Rücktritt von Jeremy Corbyn als Vorsitzender der Labour Party gegründet. Sie wurde mit den Zielen gegründet, „die Errungenschaften der UdSSR, Chinas, Kubas usw. zu verteidigen“ und sei „eindeutig der Klassenpolitik verpflichtet“. Die Gründung der Workers Party of Britain wurde von der Kommunistischen Partei Großbritanniens (marxistisch-leninistisch) (CPGB-ML) begrüßt. Joti Brar, stellvertretende Vorsitzende der CPGB-ML, wurde auf dem Gründungskongress der Workers Party of Britain zur stellvertretenden Parteivorsitzenden gewählt. Im März 2021 stellte die Partei ihren ersten Kandidaten für ein gewähltes Amt, Paul Burrows, bei den Nachwahlen für den Wahlbezirk Helensburgh and Lomond South im Stadtrat von Argyll und Bute auf. Burrows kam mit 22 Stimmen (0,9 %) auf den letzten von sechs Plätzen.
Im Februar 2024 gewann Parteichef Galloway eine Nachwahl für den Wahlkreis Rochdale und zog dadurch ins Unterhaus ein.
Seinen Wahlsieg verdankte er zu großen Teilen den Stimmen muslimischer Wähler, nachdem er mit anti-israelischer Rhetorik im Rahmen des Gaza-Krieges Wahlkampf gemacht hatte; dabei profitierte er von Streitigkeiten innerhalb der Labour-Partei, die in diesem Wahlkreis zuvor eine als sicher geltende Mehrheit gehalten hatte, deren Parteiführung ihrem Kandidaten Azhar Ali aber nach antisemitischen Äußerungen die Unterstützung entzogen hatte.

## Programmatik
Die Partei versteht sich als sozialistische Partei der Arbeiterklasse, die eine „Umverteilung von Reichtum und Macht zugunsten der arbeitenden Bevölkerung“ anstrebt. Sie bezeichnet sich selbst als „wirtschaftlich radikal“ und „der Klassenpolitik verpflichtet“ und äußerte sich hierbei positiv gegenüber planwirtschaftlichen Ideen. Das Parteiprogramm wird in einem 10-Punkte-Plan umrissen, in dem sich für den „Wiederaufbau der britischen Industrie“, universelle „menschenwürdige Wohnungen“, „kostenlose oder billige“ öffentliche Verkehrsmittel und ein Ende der NHS-Wartelisten starkgemacht wird. Die Partei spricht sich für Volksabstimmungen über Netto-Null-Emissionspolitik und die Zukunft der Monarchie aus. In ihrem Manifest heißt es: „Der Übergang zu einer grünen Wirtschaft sollte in einem Tempo erfolgen, das der Fähigkeit unserer Bevölkerung entspricht, es sich leisten zu können. Wir werden uns nicht von der apokalyptischen grünen Hysterie verführen lassen, die unsere Medien überschwemmt, sondern wir werden eine rationale Debatte anstreben, die sich auf demokratisch abgestimmte Ergebnisse konzentriert, die den Arbeitnehmern zugute kommen.“ Die Partei unterstützt die britische Gewerkschaftsbewegung.
Die Partei wurde als sozial konservativ eingeschätzt, da sie beispielsweise geschlechtliche Selbstidentifikation ablehnt. Galloway bezeichnete seine Partei als die patriotische Alternative für die Arbeiterklasse gegenüber der „falschen, woken und anti-britischen Labour Party“.

## Wahlergebnisse
| Jahr | Wahl                         | Stimmenanteil | Sitze |
| ---- | ---------------------------- | ------------- | ----- |
| 2021 | Parlamentswahl in Wales 2021 | 0,0 %         | 0/60  |
| 2024 | Unterhauswahl 2024           | 0,7 %         | 0/650 |